# Charles Mudiay Kazadi
Pour les articles homonymes, voir Kazadi.
 (février 2025).
Motif : Sources secondaires centrées trop ponctuelles
- Archive Wikiwix
- Bing
- Cairn
- DuckDuckGo
- E. Universalis
- Gallica
- Google
- G. Books
- G. News
- G. Scholar
- Persée
- Qwant
- (zh) Baidu
- (ru) Yandex
- (wd) trouver des œuvres sur Wikidata

| 1. | Préciser le motif de la pose du bandeau. | Précisez le motif de la pose du bandeau en utilisant la syntaxe suivante : {{admissibilité à vérifier\|date=mars 2025\|motif=remplacez ce texte par le motif}}                             |
| 2. | Informer les utilisateurs concernés.     | Pensez à avertir le créateur de l'article, par exemple, en insérant le code ci-dessous sur sa page de discussion : {{subst:avertissement admissibilité à vérifier\|Charles Mudiay Kazadi}} |

 (février 2025).
 (février 2025).
La mise en forme du texte ne suit pas les recommandations de Wikipédia : il faut le « wikifier ».
Les points d'amélioration suivants sont les cas les plus fréquents :
- Les titres sont pré-formatés par le logiciel. Ils ne sont ni en capitales, ni en gras.
- Le texte ne doit pas être écrit en capitales (les noms de famille non plus), ni en gras, ni en italique, ni en « petit »…
- Le gras n'est utilisé que pour surligner le titre de l'article dans l'introduction, une seule fois.
- L'italique est rarement utilisé : mots en langue étrangère, titres d'œuvres, noms de bateaux, etc.
- Les citations ne sont pas en italique mais en corps de texte normal. Elles sont entourées par des guillemets français : « et ».
- Les listes à puces sont à éviter, des paragraphes rédigés étant largement préférés. Les tableaux sont à réserver à la présentation de données structurées (résultats, etc.).
- Les appels de note de bas de page (petits chiffres en exposant, introduits par l'outil «  Source ») sont à placer entre la fin de phrase et le point final[comme ça].
- Les liens internes (vers d'autres articles de Wikipédia) sont à choisir avec parcimonie. Créez des liens vers des articles approfondissant le sujet. Les termes génériques sans rapport avec le sujet sont à éviter, ainsi que les répétitions de liens vers un même terme.
- Les liens externes sont à placer uniquement dans une section « Liens externes », à la fin de l'article. Ces liens sont à choisir avec parcimonie suivant les règles définies. Si un lien sert de source à l'article, son insertion dans le texte est à faire par les notes de bas de page.
- La présentation des références doit suivre les conventions bibliographiques. Il est recommandé d'utiliser les modèles {{Ouvrage}}, {{Chapitre}}, {{Article}}, {{Lien web}} et/ou {{Bibliographie}}. Le mode d'édition visuel peut mettre en forme automatiquement les références.
- Insérer une infobox (cadre d'informations à droite) n'est pas obligatoire pour parachever la mise en page.

Pour une aide détaillée, merci de consulter Aide:Wikification.
Si vous pensez que ces points ont été résolus, vous pouvez retirer ce bandeau et améliorer la mise en forme d'un autre article.
Charles Mudiay Kazadi est un gestionnaire congolais, directeur général de la Caisse Nationale de Sécurité Sociale (CNSS) depuis de 2022.

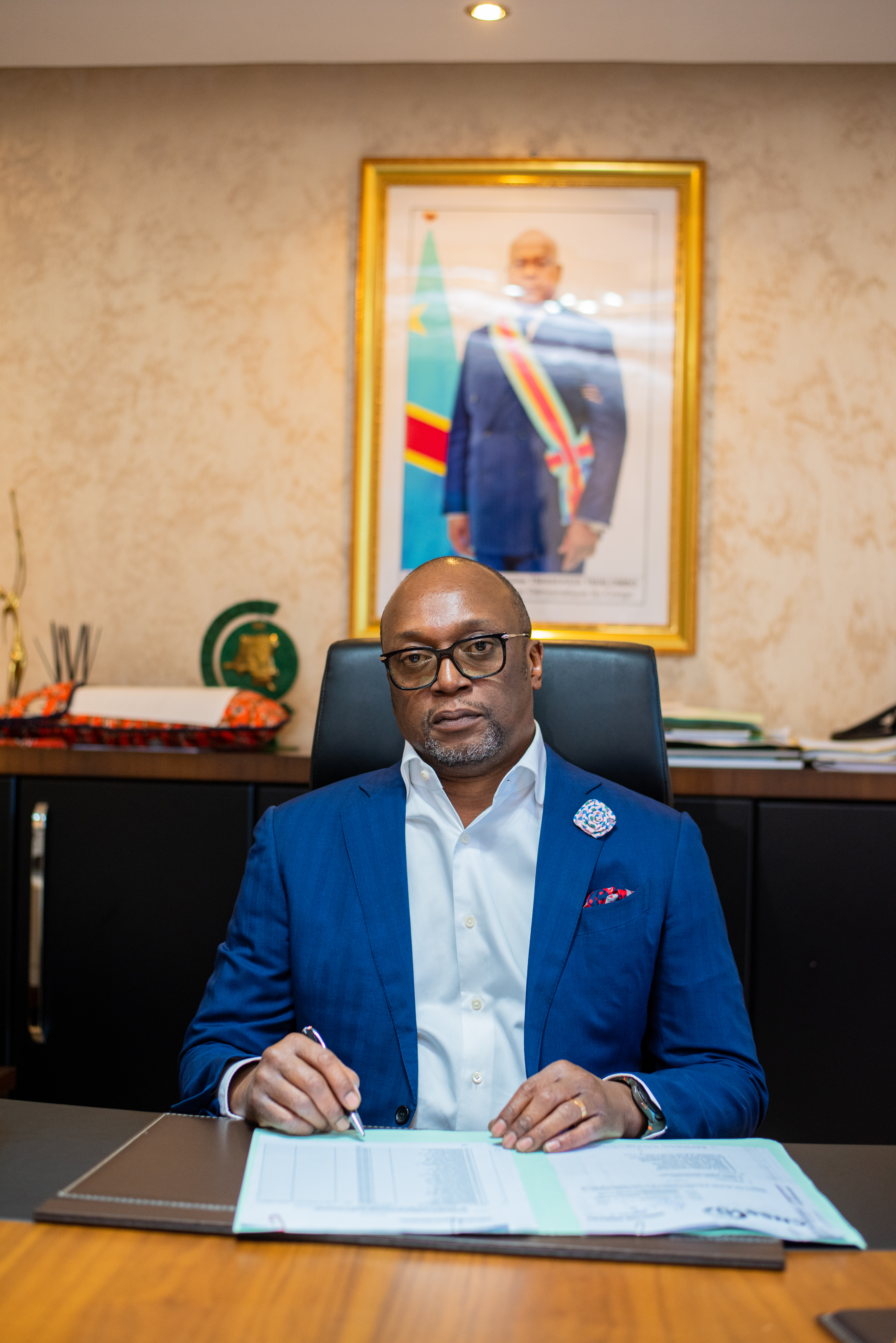
Directeur général de la Caisse Nationale de Sécurité Sociale (CNSS)

## Biographie
Charles Mudiay Kazadi est né[Quand ?][Où ?].

## Carrière
Il est directeur général de la Caisse Nationale de Sécurité Sociale (CNSS) à partir de 2022.
En tant que directeur général de la Caisse Nationale de Sécurité Sociale (CNSS), Mudiay a piloté plusieurs projets de modernisation de l'institution, avec l'objectif de rendre le système de sécurité sociale plus efficace et accessible pour les Congolais. Sous sa direction, la CNSS a entrepris plusieurs initiatives, telles que la diversification des ressources de l'institution, l'amélioration des services offerts aux bénéficiaires et le développement d'infrastructures comme l'hôtel Congo Palace à Kisangani et un centre hospitalier spécialisé en orthopédie à Lubumbashi.
Mudiay est également à l'origine d'une réforme visant à faire de la CNSS une banque de sécurité sociale, conformément aux recommandations de la Conférence interafricaine de la prévoyance sociale (CIPRES) et de l'Association internationale de la sécurité sociale (AISS).

## Distinctions
- 2024
  - Trophée Tombwama du meilleur mandataire public[1].
  - Meilleur directeur général des entreprises publiques[réf. nécessaire].